# Cerodontha zlobini
Cerodontha zlobini är en tvåvingeart som beskrevs av Spencer 1987. Cerodontha zlobini ingår i släktet Cerodontha, och familjen minerarflugor. Inga underarter finns listade.